# Short Sperrin
El Short SA.4 Sperrin (llamado así por las Montañas Sperrin) fue un diseño de bombardero a reacción británico de principios de la década de 1950, construido por Short Brothers y Harland de Belfast. Voló por primera vez en 1951. Desde el principio, el diseño había sido visto como una opción alternativa en caso de que el más avanzado bombardero estratégico, entonces en desarrollo para equipar la fuerza de bombarderos V con armas nucleares de la Real Fuerza Aérea, experimentara retrasos; el Sperrin no se puso en producción porque estos diseños de alas en flecha, como el Vickers Valiant, ya estaban disponibles en ese momento.
Como no surgió su utilidad como bombardero provisional, se utilizaron un par de prototipos volables para recopilar datos de investigación sobre aviones a reacción de gran tamaño y para apoyar el desarrollo de otras tecnologías, como varios modelos de motores a reacción. Los dos aviones terminados fueron retirados a finales de la década de 1950 y finalmente desguazados algún tiempo después.

## Desarrollo
El Ministerio del Aire emitió la especificación B.14/46 el 11 de agosto de 1947 para un "avión terrestre bombardero de alcance medio" que podría transportar una "carga de bomba de 4500 kilogramos [10 000 libras] hasta un objetivo a 2780 kilómetros [1500 millas náuticas] de una base que pudiera estar en cualquier parte del mundo", con la condición de que fuera lo suficientemente sencillo de mantener en bases en el extranjero. Los requisitos también incluían un peso de 64 toneladas. Esta petición se convertiría en la base de los bombarderos V de la Real Fuerza Aérea, el medio de disuasión nuclear aerotransportado de Gran Bretaña.
Al mismo tiempo, las autoridades británicas sintieron que era necesaria una capacidad de bombardeo estratégico independiente; en otras palabras, que no debían depender del Mando Aéreo Estratégico de Estados Unidos. A finales de 1948, el Ministerio del Aire emitió su especificación B.35/46 para un bombardero a reacción avanzado que serviría como sucesor del Avro Lincoln, el entonces avión pesado estándar del Mando de Bombardeo de la RAF, y que debería ser el equivalente a cualquier cosa que tuviera la Unión Soviética o los Estados Unidos. Los requisitos exactos incluían que el peso completamente cargado fuera inferior 45,4 t, la capacidad de volar hasta un objetivo a 2800 km de distancia a 930 km/h, con un techo de servicio de 15 000 m y nuevamente que debía ser lo suficientemente simple de mantener en bases en el extranjero. Una estipulación adicional era que una bomba nuclear (una "especial" en la terminología de la RAF), que pesase 4500 kg y midiera 9,1 m de longitud y 3 m de diámetro, pudiera acomodarse.
El Ministerio del Aire aceptó que el requisito podría resultar difícil de cumplir en el plazo requerido, y se preparó para una posición alternativa, volviendo a redactar el B.14/46 como una especificación de "seguro" contra la imposibilidad de desarrollar rápidamente los modelos más avanzados, que evolucionaron hasta convertirse en el Vickers Valiant, el Avro Vulcan y el Handley Page Victor, ya que iba a ser un tipo de avión convencional menos ambicioso, con alas rectas y ciertos sacrificios en el rendimiento. Las únicas diferencias significativas de rendimiento entre el B.14/46 y el más avanzado B.35/46 fueron una velocidad más baja de 806 km/h y una altura inferior sobre el objetivo de 11 000 a 14 000 m. Según los autores de aviación Bill Gunston y Peter Gilchrist, la ignorancia de la especificación de un ala en flecha era extraña para la época y se había creado para permitir que el posible bombardero fuera entregado más rápidamente.
Un total de cuatro empresas presentaron ofertas para cubrir la especificación B.14/46; se seleccionó la oferta de Shorts porque se consideró superior. La selección de Shorts fue "sorprendente" según Bill Gunston y Peter Gilchrist, y señalaron que su presentación, si bien era un diseño firme, aparentemente había estado sujeta a la suerte. Bajo este requisito, el Ministerio del Aire firmó con Shorts un contrato por dos prototipos volantes y un fuselaje estático. El diseño fue conocido inicialmente por las designaciones de empresa S.42 y SA.4 ; el avión recibiría más tarde el nombre de "Sperrin".
Como desde el principio se consideró que el Sperrin era un posible avión de producción, se tomó la decisión de construir los dos prototipos sobre plantillas de producción; esto sirvió para ralentizar su construcción. Bill Gunston y Peter Gilchrist comentaron que, si se hubiera emitido una orden de producción posterior, se podría haber equipado un escuadrón operativo inicial a finales de 1953.

## Diseño

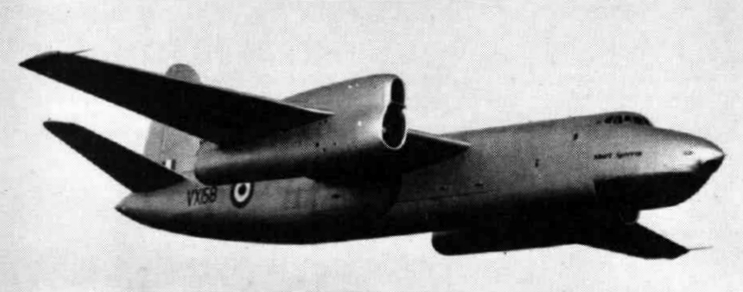
Short Sperrin en vuelo, 1956.

Muchos elementos de diseño del Sperrin tenían más en común con los aviones de la Segunda Guerra Mundial que con los de la nueva era del reactor. El diseño era relativamente sencillo en la mayoría de los aspectos, con la excepción de los controles de vuelo y la inusual disposición de los motores: los cuatro motores estaban montados en pares en góndolas en el centro del ala, con un motor apilado encima del otro. El VX158 tuvo la distinción de ser el primer avión en recibir motores Rolls-Royce Avon de producción; también se instalarían otros motores, como los modelos Avon mejorados y el De Havilland Gyron, en los dos prototipos con fines de realizar pruebas. La estructura del avión se construyó principalmente con aleaciones ligeras de aluminio, principalmente la 75ST; el revestimiento sujeto a esfuerzos de aleación ligera tenía una superficie muy lisa, lo que contribuía a la baja resistencia del avión.
El Sperrin empleaba un ala recta tradicional, aunque el borde de ataque fijo estaba ligeramente aflechado y presentaba filetes curvos en la unión con las góndolas del motor. El borde de fuga tenía flaps simples en el interior de las góndolas y grandes alerones en el exterior; los flaps exteriores debían incorporar frenos de aire, pero fueron reemplazados por frenos divididos antes del primer vuelo. Tanto los flaps como los frenos de aire eran accionados hidráulicamente, contando con un sistema independiente para actuación de emergencia. Hasta 28 000 L de combustible podría albergarse en un total de 22 depósitos de combustible, 14 de estos en las alas y 8 en el fuselaje; los depósitos estaban presurizados para evitar el colapso durante picados rápidos y otras maniobras. El ala estaba ubicada en una posición media del fuselaje, entre el compartimiento de bombas y los depósitos de combustible del fuselaje.
El fuselaje del Sperrin constaba de secciones separadas de morro, centro y cola, que se construyeron como unidades individuales; el área superior del fuselaje delantero contenía el cilindro presurizado para la tripulación, mientras que la parte inferior del fuselaje delantero, que inicialmente contenía un lastre de hormigón, estaba destinada a albergar el radar aerotransportado H2S Mk.9 detrás de una cúpula de fibra de vidrio. Existía una ventana plana para apuntar visualmente. El fuselaje central tenía cuatro pesadas vigas transversales, con fijaciones para los planos principales. No se instalaron armamento ni contramedidas en ninguno de los prototipos; según Bill Gunston y Peter Gilchrist, la carga de bombas requerida de 9100 kg habría sido fácilmente alcanzable y podría haberse incrementado. Se adaptaron diferentes puertas para cámaras y para la bodega de bombas, para ajustarse a misiones de reconocimiento aéreo o de bombardeo.
El Sperrin estaba equipado con un tren de aterrizaje triciclo (una rueda delantera doble y un par de conjuntos de cuatro ruedas). El tren de morro se retraía hacia atrás y el principal dentro de las alas, hacia el fuselaje. Un circuito de seguridad impedía la retracción del tren de aterrizaje hasta alcanzar la suficiente velocidad del aire. La rueda de morro era orientable, lo cual era inusual para un avión británico, siendo el Sperrin uno de los primeros aviones británicos en estar equipado con una; el tren de aterrizaje era operado por un sistema hidráulico Messier. Un sistema eléctrico de 24/28 voltios de corriente continua estaba alimentado por dos generadores; ambos generadores y un compresor para la presión de cabina eran accionados por dos cajas reductoras secundarias alojadas dentro de las alas.
El SA.4 fue diseñado para llevar una tripulación de cinco personas: piloto, copiloto, bombardero, navegante y operador de transmisiones aéreo (más tarde llamado oficial de electrónica aérea). La posición prono del tripulante bombardero era un tubo que se extendía hacia delante desde la cabina, sobre el radomo. Estaba equipado con un morro opaco, ya que el Sperrin nunca se usó para apuntar las bombas visualmente. Los pilotos eran los únicos miembros de la tripulación que tenían asientos eyectables Martin-Baker y estaban colocados debajo de un panel de techo lanzable; los otros miembros de la tripulación tenían que saltar a través de una escotilla situada debajo de la consola del navegante, desde sus posiciones orientadas hacia atrás, ubicadas detrás de los pilotos. Inusual para un avión de este tamaño, los controles de vuelo se operaban manualmente mediante compensadores servoasistidos, una característica también utilizada en el Bristol Britannia; también se incorporó sensación artificial. Bill Gunston y Peter Gilchrist describen el sistema de control como simple, liviano, fiable y de baja fricción, y lo contrastan positivamente contra los sistemas asistidos de la época.

## Historia operacional

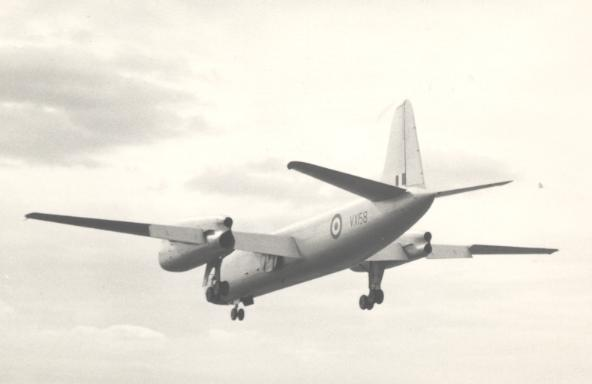
Short Sperrin VX158 aterrizando en el Salón SBAC de Farnborough en septiembre de 1955. Nótese el motor Gyron instalado en la góndola inferior de babor.

El primer prototipo (matrícula VX158), propulsado por cuatro motores Rolls-Royce Avon RA.2 de 27 kN (6000 lbf) de empuje y pilotado por Tom Brooke-Smith, realizó su vuelo inaugural el 10 de agosto de 1951. En ese momento, a la luz de los últimos conocimientos, y del hecho de que el proyecto del Valiant avanzaba bien y sólo seis meses por detrás del Sperrin, la opinión del Ministerio del Aire fue que ya no era necesario un proyecto de respaldo, y se tomó la decisión de encargar el Vickers Valiant en lugar del Sperrin, cancelándose el proyecto de este último. Sin embargo, la construcción de los dos prototipos continuó, ya que el Ministerio de Abastecimiento determinó que el Sperrin serviría como avión de investigación. El segundo prototipo (VX161) voló por primera vez el 12 de agosto de 1952 con el líder de escuadrón "Wally" Runciman a los controles, acompañado por el ingeniero de desarrollo de pruebas de vuelo Malcolm Wild. Estaba equipado con Avon RA.3 más potentes de 29 kN (6500 lbf) de empuje.
Los dos Sperrin se utilizaron en una variedad de pruebas de investigación durante la década de 1950, incluidas pruebas de motor utilizando el VX158 como banco de pruebas para el turborreactor De Havilland Gyron, un motor grande que entregaba 67 kN (15 000 lbf) de empuje. El Gyron Gy1 reemplazó al Avon inferior en la góndola de babor (ver imagen) para realizar el primer vuelo con esta configuración de motor el 7 de julio de 1955. El VX158 fue pilotado por Jock Eassie y Chris Beaumont. Las pruebas con esta configuración de motor asimétrica continuaron hasta marzo de 1956, cuando se desmontó el único Gyron Gy1 y se instalaron dos motores Gyron Gy2, proporcionando 89 kN (20 000 lbf) de empuje unitariamente, uno en cada góndola motora debajo de los Avon RA.2 originales.
El primer vuelo del VX158 con la nueva configuración motora tuvo lugar el 26 de junio de 1956, nuevamente con "Jock" Eassie y Chris Beaumont a los mandos. Durante este vuelo, la cubierta exterior del tren de aterrizaje de babor se desprendió; el VX161 fue volado desde Farnborough y su cubierta correspondiente se utilizó para reparar el VX158. El VX161 nunca volvió a volar y fue desguazado en Sydenham en 1957. El VX158 voló en el Salón Aeronáutico de Farnborough en 1956, con dos Avon y dos Gyron instalados, pero seis meses después se suspendió el programa Gyron, y el VX158 fue desguazado en Hatfield en 1958.
Se puede ver una fotografía del VX158 con ambos Gyron instalados en "Shorts Aircraft since 1900" de C.H. Barnes y D.N. James.
Entre otros trabajos de pruebas, el VX161 (que tenía una bodega de armas totalmente operativa) participó en pruebas relacionadas con los perfiles de bombas, con maquetas de la bomba nuclear Blue Danube y la bomba planeadora guiada por televisión Blue Boar.

## Especificaciones (primer prototipo)
Referencia datos: Flight International

### Características generales
- Tripulación: Cinco (piloto, copiloto, bombardero, navegante y radio operador)
- Longitud: 31,2 m (102,3 ft)
- Envergadura: 33,2 m (109 ft)
- Altura: 8,7 m (28,5 ft)
- Superficie alar: 176,1 m² (1895,6 ft²)
- Perfil alar: AD.7
- Peso vacío: 32 659 kg (71 980,4 lb) [26]
- Peso cargado: 52 163 kg (114 967,3 lb)
- Planta motriz: 4× turborreactor Rolls-Royce Avon.
  - Empuje normal: 29 kN (2957 kgf; 6519 lbf) de empuje cada uno.
- Alargamiento: 6,27:1
- Capacidad de combustible: 28 000 L
- Entre los dos aviones, el Sperrin llevó cuatro configuraciones de motor diferentes:

1. Cuatro turborreactores Rolls-Royce Avon RA.2 de 26,6 kN (6000 lbf) de empuje unitario: VX158.
2. Cuatro turborreactores Rolls-Royce Avon RA.3 de 29,0 kN (6500 lbf) de empuje unitario: VX161.
3. Tres turborreactores Rolls-Royce Avon RA.2 de 26,7 kN (6000 lbf) de empuje unitario (dos en el ala de estribor, uno en la parte superior de la góndola motora de babor) y un turborreactor De Havilland Gyron Gy1 de 66,7 kN (15 000 lbf) de empuje en la parte inferior de la góndola motora de babor: VX158.
4. Dos turborreactores Rolls-Royce Avon RA.2 combinados con dos turborreactores De Havilland Gyron Gy2 de 89 kN (20 000 lbf) de empuje unitario: VX158.

### Rendimiento
- Velocidad máxima operativa (Vno): 908 km/h (564 MPH; 490 kt) a 4600 m (15 000 pies)
- Velocidad crucero (Vc): 800 km/h (497 MPH; 432 kt) a 12 000 m (40 000 pies)
- Alcance en combate: 6210 km (3353 nmi; 3859 mi)
- Techo de vuelo: 14 000 m (45 932 ft)

### Armamento
- Bombas: Bodega con capacidad para 9100 kg

## Aeronaves relacionadas

### Aeronaves similares
- Convair XB-46
- Martin XB-48
- North American B-45 Tornado
- Ilyushin Il-22
- Ilyushin Il-46

### Secuencias de designación
- Secuencia S._ (interna de Short, posterior a 1921): ← S.39 - S.40 - S.41 - S.42 - S.43 - S.44 - S.45 (I) →
- Secuencia S_._ (interna de Short, secuencia de la SBAC): SA.1 - SA.2 - SA.3 - SA.4 - SA.5 - SA.6 - SA.7 →